# 장경희 (성우)
장경희(1974년 3월 29일 ~ )는 대한민국의 성우다. 1995년 EBS 14기 공채 성우로 데뷔했다.

## 주요 출연작

### 애니메이션
- 아이들의 장난감 - 유시내 (쿠라타 사나)
- 천사가 될거야 - 시노부 선생, 미루루, 실키
- 갤럭시 엔젤 - 민트 브라만슈
- 샤먼킹 - 피리카
- 엔젤 테일즈 - 키미호시 쿠루미(한초롱)/햄스터 쿠루미
- 갤럭시 엔젤Z - 민트 브라만슈
- 갤럭시 엔젤A - 민트 브라만슈
- 제멋대로 요정 미루모로 퐁 - 야마네
- 올림포스 가디언 - 에리스, 상아(지연 친구)
- 쵸비츠 - 스모모
- 히트가이-J - 모니카
- 금색의 갓슈벨!! - 티오
- 스트라토스4 - 쿠하라 카린
- 타카하시 루미코 극장 - 주부, 하즈키, 남자아이
- 머메이드 멜로디 피치피치핏치 - 아우리
- 마법소녀 아르스 - 에바
- 극상학생회 - 카츠라 미나모
- 두 사람은 프리큐어 Max Heart - 루룬
- 러브 콤플렉스 - 타나카 치하루
- REC - 타나카
- 카논(교토 애니메이션 판) - 츠키미야 아유
- 카논 리메이크 - 츠키미야 아유
- 갤럭시 엔젤Z - 민트 브라만슈
- 개그만화 보기 좋은 날
- 깜부의 미스터리 아일랜드 - 깜부
- 마법천자문 (디즈니 채널)  - 여의필
- 암살교실 (디즈니 채널) - 시오타 나기사
- 파워퍼프걸 Z - 미야 / 롤링 버블스, 부머
- 포켓몬스터 베스트위시 - 아이리스, 아이리스의 에몽가
- 디지몬 크로스워즈 (대원방송) - 스패로우몬
- 하나마루 유치원  (투니버스) - 히나기쿠
- 두다다쿵 - 다다/해설
- 폴리포켓 - 폴리
- 꼬마천사 지지 - 지지
- 캐치! 티니핑 - 딱풀핑
- 학교유령 (투니버스)
- 트로피컬 루즈! 프리큐어 (대원방송) - 한여름(큐어 써머)

기타
- 던전 앤 드래곤 - 다이애나

### OVA
- 엑스 드라이버 - 카자마 레이

### 극장판 애니메이션
- 짱구는 못말려 극장판: 액션가면 VS 그래그래 마왕 - 시로(흰둥이),사쿠라다 네네(유리)
  - 짱구는 못말려 극장판: 부리부리 왕국의 보물 시로(흰둥이), 세리
  - 짱구는 못말려 극장판: 흑부리 마왕의 야망 - 시로(흰둥이), 링링
  - 짱구는 못말려 극장판: 핸더랜드의 대모험 - 시로(흰둥이), 사쿠라다 네네(유리),미모리 메모리 공주
  - 짱구는 못말려 극장판: 암흑마왕 대추적 - 시로(흰둥이), 마타리
  - 짱구는 못말려 극장판: 전격! 돼지발굽 대작전 -시로(흰둥이), 사쿠라다 네네(유리), 마마
  - 짱구는 못말려 극장판: 폭발! 온천 부글부글 대작전 - 시로(흰둥이), 이부스키(온양)
  - 짱구는 못말려 극장판: 폭풍을 부르는 정글 - 시로(흰둥이), 사쿠라다 네네(유리)
  - 짱구는 못말려 극장판: 어른 제국의 역습 - 시로(흰둥이), 사쿠라다 네네(유리)
  - 짱구는 못말려 극장판: 태풍을 부르는 장엄한 전설의 전투  - 시로(흰둥이), 사쿠라다 네네(유리)
  - 짱구는 못말려 극장판: 태풍을 부르는 영광의 불고기 로드 - 시로(흰둥이), 사쿠라다 네네(유리)
  - 짱구는 못말려 극장판: 폭풍을 부르는 석양의 떡잎마을 방범대 - 시로(흰둥이), 사쿠라다 네네(유리)
  - 짱구는 못말려 극장판: 부리부리 3분 대작전 - 시로(흰둥이), 사쿠라다 네네(유리)
  - 짱구는 못말려 극장판: 전설을 부르는 춤을 춰라, 아미고! - 시로(흰둥이), 사쿠라다 네네(유리)
  - 짱구는 못말려 극장판: 태풍을 부르는 노래하는 엉덩이 폭탄! -  시로(흰둥이), 사쿠라다 네네(유리)
  - 짱구는 못말려 극장판: 엄청난 태풍을 부르는 금창의 용사 - 시로(흰둥이), 사쿠라다 네네(유리), 또미
  - 짱구는 못말려 극장판: 포효하라! 떡잎 야생왕국 - 시로(흰둥이), 사쿠라다 네네(유리)
  - 짱구는 못말려 극장판: 초시공! 태풍을 부르는 나의 신부 - 유리
  - 짱구는 못말려 극장판: 태풍을 부르는 황금 스파이 대작전 - 오방구, 흰둥이, 유리
  - 짱구는 못말려 극장판: 폭풍수면! 꿈꾸는 세계 대돌격 - 유리, 흰둥이
- 폭전슛 베이 블레이드 더 무비 - 타치바나 히로미(한솔미)
- 슬레이어즈 극장판 - 완전무결(애니박스) - 왕비
- 팬더와 친구들의 모험(MOVIE) - 카요
- 엘리엇과 산타 썰매단(MOVIE) - 헤이즐
- 숲속왕국의 꿀벌 여왕(MOVIE) - 베티
- 피터팬: 후크 선장과 결투의 날(MOVIE) - 팅커벨
- 버즈 라이트이어(MOVIE) - 아이번

### Internet
- 초코초코 대작전 - 루이즈 바비

### 초성신 시리즈
- 초성신 그란 세이저 - 스테이시 아야

### 내레이션
- 남북은 하나
- 쇼 일요천하 (SBS)
- 자기야 (SBS)
- 아시아나 항공 기내 CNN 뉴스 더빙
- U1 TV 영화광
- U1 TV TV동화
- 도전 신데렐라 한중 합작편

### 영화
- 귀여운 여인 (SBS)
- 써클 (SBS)
- 원시소년 바타의 모험 (EBS)

### 게임
- 도타2 - 퍽

### 광고
- 포카리스웨트
- 랜드로바
- 칠성사이다
- 나드리 - 멜 - 전지현편
- 싸이언
- 꿀꽈배기
- 가그린
- 크라운하임
- 짜파게티
- 메가패스
- 새우깡
- 하이마트 - CF 말미에서 "전자제품 살 땐~" 멘트 담당
- 선진포크
- KFC
- NET'S GO
- 닌텐도DS 마법천자문
- 마텔코리아서비스(유)

### 지역광고
- 비락 (부산) - CF 말미에서 "상쾌함 아침 시리얼 우유" 멘트 담당

### 방송
- 방귀대장 뿡뿡이 (EBS) - 삑삑이
- 좋은 친구들 (SBS)